# إيتينجا دو مارانهاو
إيتينجا دو مارانهاو بلدية في ولاية مارانهاو في المنطقة الشمالية الشرقية من البرازيل.